# Валерий Гаина
Валерий Гаина е руски музикант и продуцент от молдовски произход. Смятан е за един от най-добрите китаристи в руския рок.

## Биография
Роден е през 1956 в Казанещи, Молдовска ССР. През 1973 постъпва в музикалното училище в Тираспол, а по-късно става част от ВИА Кординал. Първоначално свири на бас китара, а след това и на китара. През 1976, по време на турне на Кординал в Сургут, Валерий получава предложение да се присъедини към ансамбъл Магистрал. През 1978 се присъединява към „Молодые голоса“, където заедно с Александър Кирницкий, Всеволод Королюк и Александър Монин основават „Круиз“. Групата стартира като втори състав на „Молодые голоса“, но през 1980 година се отделя. Групата набира популярност още с дебютния си албум „Крутится волчок“. През 1984 групата е забранена с указ на министерството на културата на СССР, но след перестройката е възстановена. Валерий става вокалист, а също така Круиз се допълва от барабаниста Сергей Ефимов. Двамата записват демо-албума „Рок навсегда“. През декември 1986 се присъединява басиста Фьодор Василев. За кратко в бандата се подвизава и Максим Удалов. Албумът „Круиз-1“ е разпространен в над 12,5 млн. копия и постига огромен успех. В края на 80-те Круиз става изключително популярни и на запад, записвайки албум в Германия, който е на английски език. Групата провежда европейско турне в много страни, включително и България. Също така Гаина продуцира „група Шах“, помагайки им да издадат албума „Beware“.
В края на 1989 Валерий създава проекта „Gain“, а първият му албум е записан в Нешвил, но е издаден чак през 1995. През 1991 заминава за САЩ, където създава група „Карма“. Бандата свири предимно по клубовете на Лос Анджелис. През 1997 създава нов проект, наречен „iNSULATED“. Тази група свири в стил „техно-рок“. През 2002 бившите членове на Круиз издават сингъл с 5 песни от албума „Круиз 1“, издаден от немскяит лейбъл „Repertoire Records“ В 2004 Валерий създава групата „Gaina“, а през 2006 излиза албумът „Снова твой“. През декември 2009 е гост-музикант на турнето на „Черный кофе“. През пролетта на 2012 се събира с бившите членове на Круиз за концерт в памет на Александър Монин. Освен това през 2012 е гост музикант в украинската група „Елион“. Също така става член на проекта „Siren on the moon“.
Освен рок и метъл групи, Гаина продуцира и много поп, рап и R&B изпълнители. От 2014 г. е водещ на радиопредаването „Рок Навсегда“.